# Fortaleza de Riniasa
El castillo de Riniasa (en griego: Κάστρο Ῥινιάσας), originalmente conocido como Tomocastro (en griego: Θωμόκαστρον, tdl. ‘castillo de Tomás’), es una fortaleza medieval bizantina en la costa de Epiro, cerca del moderno pueblo de Riza cerca de Préveza. El castillo está hoy en ruinas.

## Historia
El castillo fue construido (o reconstruido) por Tomás I Comneno Ducas, déspota de Epiro, a principios del siglo XIV, por lo que se llamó Tomocastro («castillo de Tomás») o el «castillo de los déspotas». Fue conquistado por el Imperio otomano en 1463 y liberado de los turcos junto con el resto del Epiro griego durante el siglo XX.